# Pleine Lune sur Blue Water
Pour plus de détails, voir Fiche technique et Distribution.
Pleine Lune sur Blue Water (Full Moon in Blue Water) est un film américain réalisé par Peter Masterson, sorti en 1988.

## Fiche technique
- Titre original : Full Moon in Blue Water
- Titre français : Pleine Lune sur Blue Water
- Réalisation : Peter Masterson
- Scénario : Bill Bozzone
- Photographie : Fred Murphy
- Pays d'origine : États-Unis
- Format : Couleurs - 1,85:1 - Mono
- Genre : comédie dramatique
- Date de sortie : 1988

## Distribution
- Gene Hackman : Floyd
- Teri Garr (VF : Marion Game) : Louise
- Burgess Meredith : le général
- Elias Koteas : Jimmy
- Kevin Cooney : Charlie
- David Doty : Virgil
- Gil Glasgow : Baytch
- Becky Ann Baker : Dorothy
- Marietta Marich : Lois